# Gale-kráter
A Gale-kráter (ejtsd: gél) egy kráter a Marson. Átmérője 154 km és körülbelül 3,8 milliárd éves lehet. Nevét Walter Frederick Gale ausztrál amatőrcsillagászról kapta, aki a 19. század végén végzett megfigyeléseket a Marsról. A kráter központi csúcsa az Aeolis Mons, amely 5,5 kilométer magas. Az Aelis Palus egy síkság a kráter északi oldala és a Aeolis Mons közt.
A NASA Curiosity nevű marsautója 2012. augusztus 6-án sikeres leszállást hajtott végre a Aelis Paluson. A küldetés célja a Aeolis Mons megmászása.